# Gran Premio de Suecia de Motociclismo de 1989
El Gran Premio de Suecia de Motociclismo de 1989 fue la decimotercera prueba de la temporada 1989 del Campeonato Mundial de Motociclismo. El Gran Premio se disputó el 11 y 13 de agosto de 1989 en el Circuito de Anderstorp.

## Resultados 500cc
Eddie Lawson se distancia en el liderato de 500cc. El estadounidense ganó la carrera y el australiano Wayne Rainey tuvo que abandonar. De esta manera, Lawson tiene una ventaja de 13,5 puntos en la clasificación general.
| Pos.     | Piloto                       | Equipo                                   | Moto              | Tiempo     | Pts. |
| -------- | ---------------------------- | ---------------------------------------- | ----------------- | ---------- | ---- |
| 1        | Eddie Lawson                 | Rothmans Kanemoto Honda                  | Honda             | 46:31.950  | 20   |
| 2        | Christian Sarron             | Sonauto Gauloises Blondes Yamaha Mobil 1 | Yamaha            | +5.650     | 17   |
| 3        | Wayne Gardner                | Rothmans Honda Team                      | Honda             | +25.030    | 15   |
| 4        | Niall Mackenzie              | Marlboro Yamaha Team Agostini            | Yamaha            | +31.630    | 13   |
| 5        | Kevin Magee                  | Team Lucky Strike Roberts                | Yamaha            | +51.550    | 11   |
| 6        | Ron Haslam                   | Suzuki Pepsi Cola                        | Suzuki            | +55.450    | 10   |
| 7        | Pierfrancesco Chili          | HB Honda Gallina Team                    | Honda             | +55.660    | 9    |
| 8        | Adrien Morillas              | Team ROC Elf Honda                       | Honda             | +55.840    | 8    |
| 9        | Rob McElnea                  | Cabin Racing Team                        | Honda             | +1:33.500  | 7    |
| 10       | Tadahiko Taira               | Yamaha Motor Company                     | Yamaha            | +1 Vuelta  | 6    |
| 11       | Alessandro Valesi            | Team Iberia                              | Yamaha            | +1 Vuelta  | 5    |
| 12       | Simon Buckmaster             | Racing Team Katayama                     | Honda             | +1 Vuelta  | 4    |
| 13       | Fabio Biliotti               | Racing Team Katayama                     | Honda             | +2 Vueltas | 3    |
| 14       | Bruno Kneubühler             | Romer Racing Suisse                      | Honda             | +2 Vueltas | 2    |
| 15       | Juan López Mella             | Club Motocross Pozuelo                   | Honda             | +2 Vueltas | 1    |
| 16       | Nicholas Schmassman          | FMS                                      | Honda             | +2 Vueltas |      |
| 17       | Timo Paavilainen             |                                          | Suzuki            | +2 Vueltas |      |
| Ret      | Torbjorn Bastiansen          |                                          | Suzuki            | Ret        |      |
| Ret      | Andreas Leuthe               | Librenti Corse                           | Suzuki            | Ret        |      |
| Ret      | Wayne Rainey                 | Team Lucky Strike Roberts                | Yamaha            | Ret        |      |
| Ret      | Alan Carter                  |                                          | Honda             | Ret        |      |
| Ret      | Kevin Schwantz               | Suzuki Pepsi Cola                        | Suzuki            | Ret        |      |
| Ret      | Rachel Nicotte               |                                          | Chevallier Yamaha | Ret        |      |
| Ret      | Peter Linden                 | Team Heukeroff                           | Honda             | Ret        |      |
| DNS      | Marco Gentile                | Fior Marlboro                            | Fior              | DNS        |      |
| DNS      | Josef Doppler                |                                          | Honda             | DNS        |      |
| DNS      | Luca Cadalora                | Marlboro Yamaha Team Agostini            | Yamaha            | DNS        |      |
| DNQ      | Fernando González de Nicolás | Club Motocross Pozuelo                   | Honda             | DNQ        |      |
| DNQ      | Ian Pratt                    |                                          | Suzuki            | DNQ        |      |
| DNQ      | Aki Dahli                    |                                          | Honda             | DNQ        |      |
| Fuentes: |                              |                                          |                   |            |      |

## Resultados 250cc
A pesar de haber conseguido el título Mundial, Sito Pons no se cansa de ganar y suma su séptima victoria de la temporada. El español llegó por delante del alemán Reinhold Roth y el suizo Jacques Cornu.
| Pos. | Piloto                    | Moto    | Tiempo    | Pts. |
| ---- | ------------------------- | ------- | --------- | ---- |
| 1    | Sito Pons                 | Honda   | 40.37.68  | 20   |
| 2    | Reinhold Roth             | Honda   | 40.39.33  | 17   |
| 3    | Jacques Cornu             | Honda   | 40.39.82  | 15   |
| 4    | Carlos Cardús             | Honda   | 40.41.51  | 13   |
| 5    | Luca Cadalora             | Yamaha  | 40.47.25  | 11   |
| 6    | Toshihiko Honma           | Yamaha  | 40.50.10  | 10   |
| 7    | Didier de Radiguès        | Aprilia | 40.50.47  | 9    |
| 8    | Martin Wimmer             | Aprilia | 41.02.39  | 8    |
| 9    | Alex Barros               | Yamaha  | 41.11.33  | 7    |
| 10   | Juan Garriga              | Yamaha  | 41.11.62  | 6    |
| 11   | Jochen Schmid             | Honda   | 41.12.13  | 5    |
| 12   | Wilco Zeelenberg          | Honda   | 41.17.92  | 4    |
| 13   | Harald Eckl               | Aprilia | 41.18.19  | 3    |
| 14   | Andreas Preining          | Aprilia | 41.19.05  | 2    |
| 15   | Alain Bronec              | Aprilia | 41.36.75  | 1    |
| 16   | Garry Cowan               | Yamaha  | 41.37.30  |      |
| 17   | Manfred Herweh            | Yamaha  | 41.45.06  |      |
| 18   | Patrick van den Goorbergh | Yamaha  | 41.45.47  |      |
| 19   | Hans Becker               | Honda   | 41.45.76  |      |
| 20   | Peter Linden              | Yamaha  | 42.00.78  |      |
| 21   | Jean-Francois Foray       | Yamaha  | +1 Vuelta |      |
| 22   | Johan Svaerdgren          | Yamaha  | +1 Vuelta |      |
| 23   | Alberto Rota              | Aprilia | +1 Vuelta |      |
| 24   | August Auinger            | Yamaha  | 1 giro    |      |
| Ret  | Stefano Caracchi          | Honda   | Ret       |      |
| Ret  | Masahiro Shimizu          | Honda   | Ret       |      |
| Ret  | Maurizio Vitali           | Honda   | Ret       |      |
| Ret  | Helmut Bradl              | Honda   | Ret       |      |
| Ret  | Fausto Ricci              | Aprilia | Ret       |      |
| Ret  | Bernard Haenggeli         | Yamaha  | Ret       |      |
| Ret  | Daniel Amatriaín          | Honda   | Ret       |      |
| Ret  | Alberto Puig              | Yamaha  | Ret       |      |
| Ret  | Carlos Lavado             | Aprilia | Ret       |      |
| Ret  | Paolo Casoli              | Honda   | Ret       |      |
| Ret  | Jean-François Baldé       | Yamaha  | Ret       |      |
| DNS  | Andrew Leisner            | Honda   | DNS       |      |
| DNS  | Loris Reggiani            | Honda   | DNS       |      |
| DNQ  | Renzo Colleoni            | Aprilia | DNQ       |      |
| DNQ  | Luis Lavado               | Yamaha  | DNQ       |      |
| DNQ  | Virginio Ferrari          | Rotax   | DNQ       |      |
| DNQ  | Harri Kallio              | Honda   | DNQ       |      |
| DNQ  | Massimo Matteoni          | Yamaha  | DNQ       |      |
| DNQ  | Urs Jücker                | Yamaha  | DNQ       |      |
| DNQ  | Sandy Berlin              | Yamaha  | DNQ       |      |

## Resultados 125cc
Cambio en el liderato del octavo de litro. El hasta ahora líder, el italiano Ezio Gianola se cae y cede el primer puesto al español Àlex Crivillé, que gana la carrera. El holandés Hans Spaan, segundo en este Gran Premio, también supera a Gianola a falta de una prueba para acabar la temporada.
| Pos. | Piloto               | Moto      | Tiempo   | Pts. |
| ---- | -------------------- | --------- | -------- | ---- |
| 1    | Àlex Crivillé        | JJ Cobas  | 39.56.09 | 20   |
| 2    | Hans Spaan           | Honda     | 39.58.86 | 17   |
| 3    | Koji Takada          | Honda     | 39.59.10 | 15   |
| 4    | Jorge Martínez Aspar | Derbi     | 39.59.34 | 13   |
| 5    | Fausto Gresini       | Garelli   | 40.27.03 | 11   |
| 6    | Stefan Prein         | Honda     | 40.27.32 | 10   |
| 7    | Allan Scott          | Honda     | 40.42.89 | 9    |
| 8    | Flemming Kistrup     | Honda     | 40.44.55 | 8    |
| 9    | Hubert Abold         | Rotax     | 40.48.35 | 7    |
| 10   | Johnny Wickström     | Honda     | 40.50.25 | 6    |
| 11   | Dirk Raudies         | Honda     | 40.50.75 | 5    |
| 12   | Mike Leitner         | Honda     | 40.52.00 | 4    |
| 13   | Stuart Edwards       | Honda     | 40.52.71 | 3    |
| 14   | Herri Torrontegui    | Honda     | 40.55.61 | 2    |
| 15   | Taru Rinne           | Honda     | 40.59.58 | 1    |
| 16   | Heinz Lüthi          | Honda     | 41.01.45 |      |
| 17   | Robin Milton         | Honda     | 41.11.42 |      |
| 18   | Alfred Waibel        | Honda     | 41.11.91 |      |
| 19   | Ralf Waldmann        | Seel      | 41.12.35 |      |
| 20   | Bady Hassaine        | Honda     | 41.13.19 |      |
| 21   | Bruno Casanova       | Aprilia   | 41.13.52 |      |
| 22   | Emilio Cuppini       | Aprilia   | 41.17.78 |      |
| 23   | Hervé Duffard        | Honda     | 41.18.01 |      |
| 24   | Alex Bedford         | EMC       | 41.18.34 |      |
| 25   | Jukka Vainio         | Honda     | 41.40.08 |      |
| Ret  | Corrado Catalano     | Gazzaniga | Ret      |      |
| Ret  | Thierry Feuz         | Honda     | Ret      |      |
| Ret  | Ezio Gianola         | Honda     | Ret      |      |
| Ret  | Peter Öttl           | Krauser   | Ret      |      |
| Ret  | Hisashi Unemoto      | Honda     | Ret      |      |
| Ret  | Manuel Hernández     | Honda     | Ret      |      |
| Ret  | Doriano Romboni      | Honda     | Ret      |      |
| Ret  | Julián Miralles      | Derbi     | Ret      |      |
| Ret  | Adi Stadler          | Honda     | Ret      |      |
| Ret  | Robin Appleyard      | Honda     | Ret      |      |
| Ret  | Serge Julin          | Honda     | Ret      |      |
| DNQ  | Rafael Boigues       | JJ Cobas  | DNQ      |      |
| DNQ  | Domenico Brigaglia   | Garelli   | DNQ      |      |
| DNQ  | Stefan Dörflinger    | Aprilia   | DNQ      |      |
| DNQ  | Gastone Grassetti    | Honda     | DNQ      |      |
| DNQ  | Håkan Olsson         | ESW Rotax | DNQ      |      |
| DNQ  | Luis Miguel Reyes    | Honda     | DNQ      |      |
| DNQ  | Othmar Schuler       | Honda     | DNQ      |      |
| DNQ  | Klaus-Dieter Kindle  | Honda     | DNQ      |      |
| DNQ  | Kazuya Yamada        | Honda     | DNQ      |      |